# Prendones (Parroquia)
Prendones (San Xuan im asturischen) ist eines von acht Parroquias in der Gemeinde El Franco der autonomen Gemeinschaft Asturien in Spanien.

## Geographie
Prendones ist ein Parroquia mit 277 Einwohnern (2011) und einer Fläche von 13,05 km². Es liegt auf 207 msnm. Der Ort liegt 3,5 km vom Hauptort La Caridad der gleichnamigen Gemeinde entfernt.
Der Ort liegt nahe am Rio Porcia.

## Wirtschaft
Die Landwirtschaft (speziell die Milchwirtschaft) prägen seit alters her die Region. 

## Klima
Angenehm milde Sommer mit ebenfalls milden, selten strengen Wintern. In den Hochlagen können die Winter durchaus streng werden.

## Sehenswürdigkeiten
- Cueva de la Andina (Höhle)